# Die Söhne des Grafen Dossy
Die Söhne des Grafen Dossy ist ein deutsches Stummfilmdrama aus dem Jahre 1920, in dem Albert Bassermann gleich drei Rollen – den Titelhelden und seine beiden Söhne – übernahm.

## Handlung
Der alte Graf Dossy hat zwei Söhne: einer ist legitim und hat sich einen Namen als Bildhauer gemacht, der andere, außerhalb der Ehe mit einer Prostituierten gezeugte Filius ist auf die schiefe Bahn geraten. Von dessen Existenz weiß der Adelige jedoch nichts. Beide Nachkömmlinge kennzeichnet ein Muttermal, das alle Dossys auf der Brust tragen. Als der illegitime Dossy einen Einbruch begeht und dabei erkannt wird, verhaftet man irrtümlicherweise Graf Dossy junior, weil niemand ahnt, dass es sich dabei um eine Verwechslung handelt. Daraufhin schlüpft der Ganove in die Rolle seines Bruders und macht in der Folgezeit auf Grafensohn.
Als man herausfindet, dass beide Männer existieren und einander verteufelt ähnlich sehen, sieht sich die Polizei nicht imstande, herauszufinden, wer von den beiden wer ist. Erst im Angesicht des Todes vom alten Graf Dossy werden die Verhältnisse klar: Während der legitime Sohn, der eine enge Bindung zum Vater besaß, am Grab vor Gram einem tödlichen Schlaganfall zum Opfer fällt, zeigt sich der Hurensohn des Alten völlig ungerührt. Als dieser mit den beiden verblichenen Verwandten in einem hoch liegenden Raum eingeschlossen wird, setzt der verbliebene Dossy seinem Leben mit einem Sprung aus dem Fenster in die Tiefe ein Ende.

## Produktionsnotizen
Die Söhne des Grafen Dossy entstand zum Jahresbeginn 1920 im Greenbaum-Film-Atelier in Berlin-Weißensee und wurde am 7. Mai 1920 uraufgeführt. Die Länge des Fünfakters betrug ursprünglich 2261 Meter, die Länge wurde bei der Neuzensur am 17. März 1921 minimal auf 2191 Meter heruntergekürzt. Ein Jugendverbot wurde ausgesprochen.

## Kritik
Paimann’s Filmlisten resümierte: „Das Sujet bringt einige neue und interessante Momente, der Abschluß ist etwas unvermittelt. Darstellerisch erscheint es interessant, daß Bassermann drei Rollen (den alten Grafen und seine beiden Söhne) spielt, was aber als unausbleibliche Folge mit sich bringt, daß er sich in keiner derselben vollständig ausleben kann. Nichtsdestoweniger ist seine Leistung anerkennenswert. Aufmachung und Photographie waren gut.“